# Espantacotxes

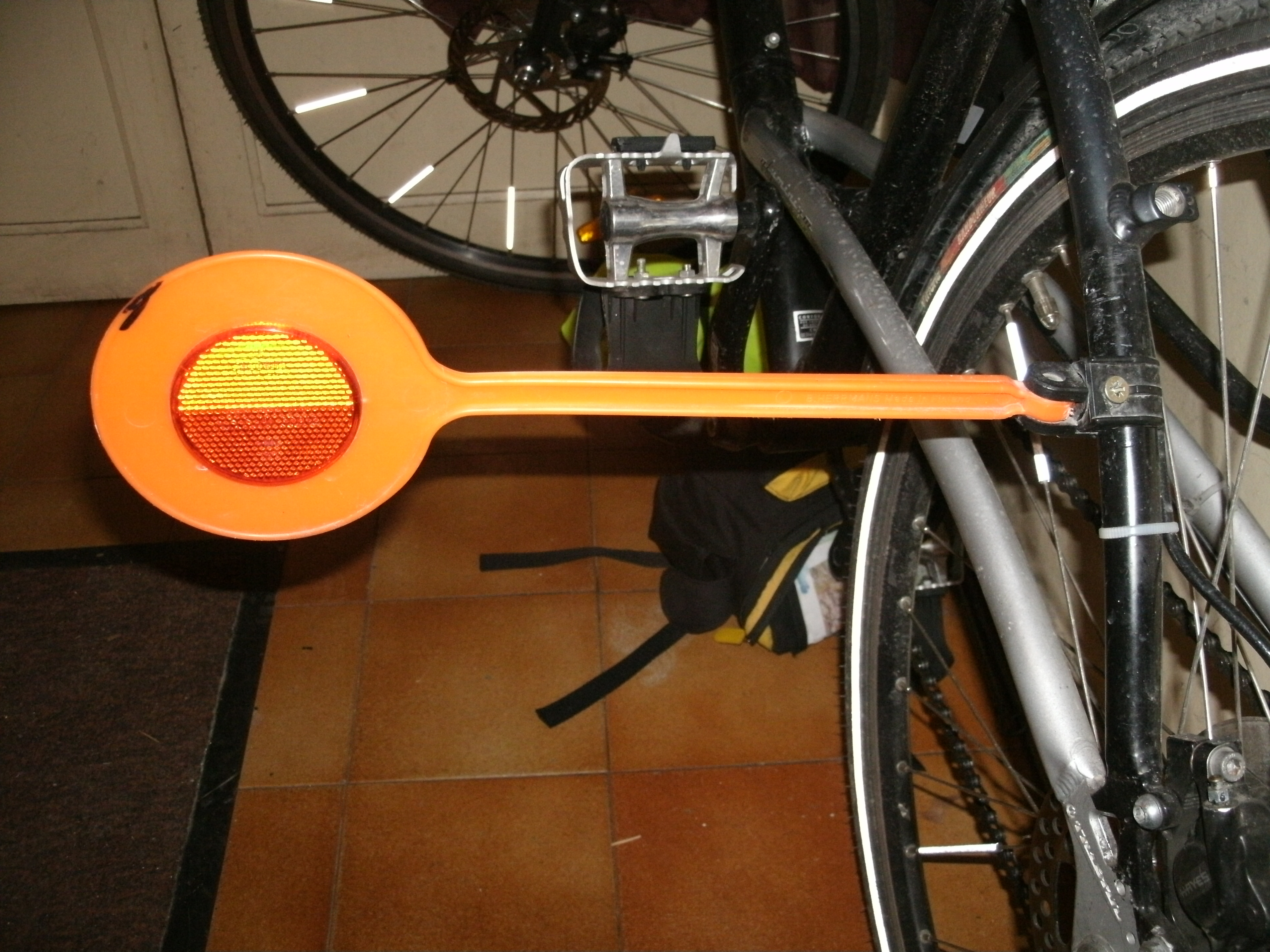
Un espantacotxes desplegat en una bicicleta

Un espantacotxes o distanciador és un dispositiu que es posa al darrere d'una bicicleta per obligar els altres vehicles a mantenir una distància de costat durant l'avançament. Normalment és plegable o extensible, fet d'alguna mena de plàstic flexible, i amb alguna mena de reflector per a tenir més visibilitat. La llei francesa estableix que la distància ha de ser de 40 cms.